# Campeonato Piauiense de Futebol de 2013
O Campeonato Piauiense de Futebol de 2013 foi a 73ª edição do torneio organizado pela Federação de Futebol do Piauí (FFP), cujo nome oficial atual é Campeonato Chevrolet Piauiense 2013 por motivos de patrocínio. Teve início em 26 de janeiro e terminou em 19 de maio.

## Fórmula de disputa
Tal qual como em 2012, o Campeonato Piauiense de 2013 será disputado nos seguintes moldes: Oito times jogam em turno único, onde todos jogam entre si, no sistema de ida-e-volta. Ao final do turno único, as quatro equipes melhores colocadas estarão classificadas para as semifinais do Campeonato Piauiense.
As semifinais serão disputadas no sistema 1º x 4º e 2º x 3º em ida-e-volta, saindo daí os dois finalistas da competição, também em ida-e-volta. Nas fases eliminatórias (semifinais e final), se ao final do segundo jogo, houver empate em número de pontos ganhos entre os dois clubes disputantes, independentemente do número de gols obtidos por cada clube nestes jogos, haverá uma prorrogação de 30 minutos dividida em dois tempos de 15 minutos, na qual o clube mandante jogará pelo empate para classificar-se para fase final.
O campeão piauiense 2013 ganhará uma das vagas da Copa do Brasil 2014 e será o representante do Estado do Piauí na Série D de 2013, sendo vedada sua participação na Copa Piauí de 2013, competição essa que indicará o segundo representante piauiense na Copa do Brasil 2014.
As 6 melhores equipes estarão classificadas automaticamente para a Copa Piauí de 2013, cujo campeão será o segundo representante piauiense na Copa do Brasil 2014

### Critérios de desempate
O desempate entre duas ou mais equipes segue a ordem definida abaixo:
1. Maior número de vitórias;
2. Maior saldo de gols;
3. Maior número de gols marcados;
4. Maior número de pontos ganhos no confronto direto;
5. Maior saldo de gols no confronto direto;
6. Maior número de gols marcados no confronto direto;
7. Sorteio.

## Equipes participantes
As equipes participantes do Piauiense 2013 são as seguintes:
| Equipe      | Cidade   | Em 2012        | Estádio              | Capacidade | Títulos |
| ----------- | -------- | -------------- | -------------------- | ---------- | ------- |
| 4 de Julho  | Piripiri | 4º             | Ytacoatyara          | 4 000      | 3       |
| Barras      | Barras   | Não participou | Juca Fortes          | 4 870      | 1       |
| Corisabbá   | Floriano | Não Participou | Tibério Nunes        | 4 500      | 1       |
| Flamengo-PI | Teresina | 2º             | Lindolfo Monteiro    | 5 760      | 16      |
| Parnahyba   | Parnaíba | 1º             | Mão Santa / Piscinão | 4 700      | 4       |
| Piauí       | Teresina | 6º             | Lindolfo Monteiro    | 5 760      | 5       |
| Picos       | Picos    | 7º             | Helvídio Nunes       | 5 400      | 4       |
| River-PI    | Teresina | 5º             | Lindolfo Monteiro    | 5 760      | 27      |

## Primeiro Turno

### Classificação para Semi Finais
| Fase de Classificação | Fase de Classificação | Fase de Classificação | Fase de Classificação | Fase de Classificação | Fase de Classificação | Fase de Classificação | Fase de Classificação | Fase de Classificação | Fase de Classificação |
| Pos.                  | Time                  | Pts                   | J                     | V                     | E                     | D                     | GP                    | GS                    | SG                    |
| 1                     | River-PI              | 45                    | 21                    | 14                    | 3                     | 4                     | 29                    | 16                    | 13                    |
| 2                     | Parnahyba             | 42                    | 21                    | 14                    | 0                     | 7                     | 35                    | 19                    | 16                    |
| 3                     | Flamengo-PI           | 31                    | 21                    | 8                     | 7                     | 6                     | 26                    | 29                    | -3                    |
| 4                     | Piauí                 | 27                    | 21                    | 8                     | 3                     | 10                    | 24                    | 21                    | 3                     |
| 5                     | 4 de Julho            | 24                    | 21                    | 7                     | 3                     | 11                    | 21                    | 25                    | -4                    |
| 6                     | Corisabbá             | 22                    | 21                    | 6                     | 4                     | 11                    | 21                    | 29                    | -4                    |
| 7                     | Picos                 | 16                    | 21                    | 2                     | 10                    | 9                     | 34                    | 40                    | -6                    |
| 8                     | Barras[a]             | 12                    | 21                    | 2                     | 6                     | 13                    | 11                    | 29                    | -18                   |
| --------------------- | --------------------- | --------------------- | --------------------- | --------------------- | --------------------- | --------------------- | --------------------- | --------------------- | --------------------- |

- a ^  O Barras foi punido pelo Supremo Tribunal de Justiça Desportiva TJD-PI com a perda de seis pontos pela escalação irregular do jogador Anderson Baiano.

### Partidas

#### Taça Estado do Piauí

##### Primeira rodada
| 26 de janeiro | Corisabbá                            | 1 – 1 | River-PI | Tibério Nunes, Floriano (Piauí)                      |  |
| 16:00         | Cafezinho 77' · Jackson (contra) 32' |       |          | Público: 826 Árbitro: PI Antônio Dib Moraes de Sousa |  |

| 26 de janeiro | 4 de Julho | 0 – 0 | Piauí | Ytacoatyara, Piripiri (Piauí)                    |  |
| 20:00         |            |       |       | Público: 537 Árbitro: PI Leonardo Marques Fortes |  |

| 27 de janeiro | Barras     | 1 – 1 | Parnahyba     | Estádio Municipal Juca Fortes, Barras                     |  |
| 16:00         | Baiano 71' |       | Luciano 90+2' | Público: 356 Árbitro: PI Francisco Pereira de Lima Júnior |  |

| 27 de janeiro | Flamengo-PI      | 2 – 1 | Picos            | Estádio Lindolfo Monteiro, Teresina             |  |
| 17:00         | Edson Di 54' 61' |       | Renato Frota 11' | Público: 1 071 Árbitro: PI Antônio Santos Nunes |  |

##### Segunda rodada
| 2 de fevereiro | Picos                   | 2 – 0 | 4 de Julho | Helvídio Nunes, Picos                              |  |
| 20:00          | Raphael Freitas 46' 71' |       |            | Público: 1 084 Árbitro: PI Leonardo Marques Fortes |  |

| 3 de fevereiro | Parnahyba                           | 2 – 0 | Corisabbá | Estádio Mão Santa, Parnaíba                   |  |
| 17:00          | Gilmar Bahia 64' · Zé Rodrigues 89' |       |           | Público: 709 Árbitro: PI Antônio Santos Nunes |  |

| 3 de fevereiro | Piauí | 0 – 0 | Flamengo-PI | Estádio Lindolfo Monteiro, Teresina                       |  |
| 17:00          |       |       |             | Público: 791 Árbitro: PI Francisco Pereira de Lima Junior |  |

| 4 de fevereiro | River-PI                 | 2 – 0 | Barras | Estádio Lindolfo Monteiro, Teresina                  |  |
| 20:00          | Jardel 10' · Pantico 81' |       |        | Público: 1 101 Árbitro: PI Rogério de Oliveira Braga |  |

##### Terceira rodada
| 6 de fevereiro | Flamengo-PI                        | 4 – 2 | Parnahyba                      | Estádio Lindolfo Monteiro, Teresina                  |  |
| 20:00          | Edson Di 15' 27' · Augusto 77' 90' |       | Fabinho 21' · Zé Rodrigues 57' | Público: 368 Árbitro: PI Antônio Dib Moraes de Sousa |  |

| 7 de fevereiro | Barras                            | 2 – 0 | Picos | Estádio Municipal Juca Fortes, Barras                      |  |
| 20:00          | Wenderson 37' · Luiz Henrique 62' |       |       | Público: 112 Árbitro: PI Júlio Cesar de Oliveira Gonçalves |  |

| 7 de fevereiro | 4 de Julho  | 1 – 3 | River-PI                  | Ytacoatyara, Piripiri (Piauí)                   |  |
| 20:00          | Pretinho 9' |       | Kamar 50' 65' · Isael 75' | Público: 368 Árbitro: PI Afonso Amorim de Sousa |  |

| 27 de fevereiro | Corisabbá                   | 2 – 2 | Piauí                           | Tibério Nunes, Floriano (Piauí)    |  |
| 20:00           | Cacá · Klayton Maranhão 70' |       | Victor 13' · Thiago Campelo 88' | Árbitro: PI Afonso Amorim de Sousa |  |

##### Quarta rodada
| 16 de fevereiro | Picos                             | 2 – 0 | Corisabbá | Helvídio Nunes, Picos              |  |
| 19:00           | Raphael Freitas 12' · Rodolfo 18' |       |           | Árbitro: PI Afonso Amorim de Sousa |  |

| 17 de fevereiro | Parnahyba                                             | 3 – 1 | 4 de Julho        | Estádio Mão Santa, Parnaíba                               |  |
| 16:00           | Everton Felipe 33' · Zé Rodrigues 68' · Idelvando 86' |       | Renan Carioca 17' | Público: 679 Árbitro: PI Francisco Pereira de Lima Júnior |  |

| 17 de fevereiro | River-PI | 0 – 2 | Flamengo-PI            | Estádio Lindolfo Monteiro, Teresina                    |  |
| 17:00           |          |       | Niel 15' · Rafinha 67' | Público: 5 182 Árbitro: PI Antonio Dib Moraes de Sousa |  |

| 18 de fevereiro | Piauí                                                    | 4 – 2 | Barras                                  | Estádio Lindolfo Monteiro, Teresina              |  |
| 20:00           | Thiago Campelo 8' · Fabiano 59' · Diego 65' · Girlan 89' |       | Anderson Baiano 30' · Paulo Roberto 82' | Árbitro: PI Antonio José Lopes Trindade de Sousa |  |

##### Quinta rodada
| 23 de fevereiro | Corisabbá               | 2 – 3 | Barras                                               | Tibério Nunes, Floriano (Piauí)               |  |
| 16:00           | Diego 5' · Cafezinho 8' |       | Luiz Henrique 42' · Dylson 45+1' · Paulo Roberto 84' | Árbitro: PI Júlio Cesar de Oliveira Gonçalves |  |

| 23 de fevereiro | Parnahyba | 1 – 1 | Piauí      | Estádio Mão Santa, Parnaíba                      |  |
| 17:00           | Ivan 51'  |       | Victor 43' | Público: 732 Árbitro: PI Leonardo Marques Fortes |  |

| 23 de fevereiro | Picos | 0 – 1 | River-PI          | Helvídio Nunes, Picos                        |  |
| 20:00           |       |       | Izael William 61' | Árbitro: PI Francisco Pereira de Lima Júnior |  |

| 24 de fevereiro | Flamengo-PI                | 0 – 3 | 4 de Julho                      | Estádio Lindolfo Monteiro, Teresina                  |  |
| 17:00           | Rafael Araújo (contra) 57' |       | Pretinho 5' · Flávio Barros 33' | Público: 1 166 Árbitro: PI Rogério de Oliveira Braga |  |

##### Sexta rodada
| 2 de março | 4 de Julho | 1 – 2 | Corisabbá                  | Ytacoatyara, Piripiri (Piauí)         |  |
| 20:00      | Marlon 39' |       | Franzé 34' · Pelezinho 76' | Árbitro: PI Rogério de Oliveira Braga |  |

| 2 de março | Barras | 0 – 0 | Flamengo-PI | Estádio Municipal Juca Fortes, Barras   |  |
| 20:00      |        |       |             | Árbitro: PI Antônio Dib Moraes de Sousa |  |

| 3 de março | Parnahyba                      | 3 – 2 | Picos                   | Estádio Mão Santa, Parnaíba                   |  |
| 17:00      | Marcos Gasolina · Zé Rodrigues |       | Jefferson Pipoca · Bibi | Árbitro: PI Júlio Cesar de Oliveira Gonçalves |  |

| 3 de março | River-PI           | 1 – 1 | Piauí       | Estádio Lindolfo Monteiro, Teresina             |  |
| 17:00      | Bruno Carvalho 80' |       | Maninho 49' | Público: 1 257 Árbitro: PI Antonio Santos Nunes |  |

##### Sétima rodada
| 9 de março | 4 de Julho  | 1 – 1 | Barras  | Ytacoatyara, Piripiri (Piauí)    |  |
| 16:00      | Pretinho 1' |       | Non 70' | Árbitro: PI Antônio Santos Nunes |  |

| 9 de março | River-PI                        | 3 – 1 | Parnahyba | Estádio Lindolfo Monteiro, Teresina               |  |
| 17:00      | Anderson Kamar 4' 86' · Tote 7' |       | Eridon 9' | Público: 1 227 Árbitro: PI Afonso Amorim de Sousa |  |

| 9 de março | Picos | 0 – 2 | Piauí                   | Helvídio Nunes, Picos                   |  |
| 20:00      |       |       | Darley 4' · Fabiano 51' | Árbitro: PI Antônio Dib Moraes de Sousa |  |

| 11 de março | Flamengo-PI | 0 – 2 | Corisabbá                    | Estádio Lindolfo Monteiro, Teresina                        |  |
| 20:00       |             |       | Cafezinho 6' · Jackson 90+2' | Público: 701 Árbitro: PI Júlio Cesar de Oliveira Gonçalves |  |

- Com esses resultados, o River-PI torna-se o campeão da Taça Estado do Piauí de 2013 (Título simbólico, equivalente aos 'jogos de ida'. O turno continuará normalmente com os jogos de volta).

River-PI - Pt 14 | Parnahyba - Pt 11, Vit 03 e SG 1 | Flamengo-PI - Pt 11, Vit 03 e SG 0 | Piauí - Pt 11 e Vit 02 | Barras - Pt 09 | Corisabbá - Pt 08 | Picos - Pt 06 | 4 de Julho - Pt 05.
| Taça Estado do Piauí de 2013 |
| ---------------------------- |
|                              |
| River-PI Campeão             |

#### Taça Cidade de Teresina

##### Oitava rodada
| 16 de março | River-PI     | 1 – 0 | Corisabbá | Estádio Lindolfo Monteiro, Teresina                         |  |
| 17:00       | Maranhão 13' |       |           | Público: 1 178 Árbitro: PI Francisco Pereira de Lima Júnior |  |

| 16 de março | Picos     | 1 – 1 | Flamengo-PI   | Helvídio Nunes, Picos               |  |
| 20:00       | Jarbas 6' |       | Laércio 90+3' | Árbitro: PI Leonardo Marques Fortes |  |

| 17 de março | Parnahyba                           | 3 – 2 | Barras                           | Estádio Mão Santa, Parnaíba                      |  |
| 17:00       | Capela 12' · Fabinho 34' · Ivan 44' |       | Anderson Baiano 26' · Dylson 77' | Árbitro: PI Antonio José Lopes Trindade de Sousa |  |

| 17 de março | Piauí                       | 0 – 3 | 4 de Julho                              | Estádio Lindolfo Monteiro, Teresina |  |
| 17:00       | Thiago Campelo (contra) 31' |       | Pretinho 55' · Juninho Maranhense 90+1' | Árbitro: PI Antonio Santos Nunes    |  |

##### Nona rodada
| 23 de março | Corisabbá     | 1 – 2 | Parnahyba                  | Tibério Nunes, Floriano (Piauí)               |  |
| 16:00       | Cafezinho 55' |       | Daniel 45+2' · Fabinho 67' | Árbitro: PI Júlio Cesar de Oliveira Gonçalves |  |

| 23 de março | 4 de Julho                                 | 4 – 2 | Picos                   | Ytacoatyara, Piripiri (Piauí)                                 |  |
| 16:00       | Wilsinho 2' · Joniel 7' · Pretinho 29' 85' |       | Raphael Freitas 20' 72' | Público: 257 Árbitro: PI Antônio José Lopes Trindade de Sousa |  |

| 24 de março | Barras     | 1 – 2 | River-PI                         | Estádio Municipal Juca Fortes, Barras         |  |
| 16:00       | Felipe 24' |       | Maranhão 45+2'} · Zé Rodolfo 80' | Público: 524 Árbitro: PI Antônio Santos Nunes |  |

| 24 de março | Flamengo-PI                                            | 5 – 1 | Piauí                              | Estádio Lindolfo Monteiro, Teresina                       |  |
| 17:00       | Rafinha 36' · Laércio 48' · Edson Di 76' · Augusto 79' |       | Binha (contra) 82' · Boiadeiro 86' | Público: 716 Árbitro: PI Francisco Pereira de Lima Júnior |  |

##### Décima rodada
| 27 de março | Piauí       | 1 – 4 | Corisabbá                                                  | Estádio Lindolfo Monteiro, Teresina              |  |
| 17:45       | Maninho 19' |       | Ranielson 21' · Jackson 23' · Cafezinho 48' · Anderson 56' | Árbitro: PI Antônio José Lopes Trindade de Sousa |  |

| 27 de março | Picos                                                                    | 5 – 0 | Barras | Helvídio Nunes, Picos                         |  |
| 20:00       | Jairo 45+2' · Boni 69' · Marcinho 73' · Jarbas 84' · Raphael Freitas 86' |       |        | Árbitro: PI Júlio Cesar de Oliveira Gonçalves |  |

| 27 de março | Parnahyba | 0 – 0 | Flamengo-PI | Estádio Mão Santa, Parnaíba             |  |
| 20:00       |           |       |             | Árbitro: PI Antonio Dib Moraes de Sousa |  |

| 27 de março | River-PI  | 1 – 0 | 4 de Julho | Estádio Lindolfo Monteiro, Teresina           |  |
| 20:00       | Célio 21' |       |            | Público: 888 Árbitro: PI Antonio Santos Nunes |  |

##### Décima-Primeira rodada
| 20 de abril | Corisabbá                                      | 3 – 3 | Picos                       | Tibério Nunes, Floriano (Piauí)                      |  |
| 16:00       | Ranielson 52' · Vanin 63' · Cleiton Mendes 75' |       | Raphael Freitas 23' 38' 80' | Público: 1 309 Árbitro: PI Rogério de Oliveira Braga |  |

| 20 de abril | 4 de Julho                           | 2 – 0 | Parnahyba | Ytacoatyara, Piripiri (Piauí)      |  |
| 16:00       | Pretinho 8' · Juninho Maranhense 11' |       |           | Árbitro: PI Afonso Amorim de Sousa |  |

| 21 de abril | Barras                               | 3 – 1 | Piauí         | Estádio Municipal Juca Fortes, Barras |  |
| 17:00       | Felipe 75' · Felipe 83' · Wander 87' |       | Boiadeiro 76' | Árbitro: PI Antônio Santos Nunes      |  |

| 21 de abril | Flamengo-PI | 0 – 0 | River-PI | Estádio Lindolfo Monteiro, Teresina                         |  |
| 17:00       |             |       |          | Público: 4 863 Árbitro: PI Francisco Pereira de Lima Júnior |  |

##### Décima-Segunda rodada
| 6 de abril | 4 de Julho   | 1 – 3 | Flamengo-PI                     | Ytacoatyara, Piripiri (Piauí)           |  |
| 16:00      | Cloelson 25' |       | Laércio 46' · Augusto 64' 90+4' | Árbitro: PI Antônio Dib Moraes de Sousa |  |

| 7 de abril | River-PI                           | 3 – 2 | Picos         | Estádio Lindolfo Monteiro, Teresina             |  |
| 17:00      | Tote 45+1' · Thiago Marabá 72' 86' |       | Tadeu 15' 30' | Público: 892 Árbitro: PI Afonso Amorim de Sousa |  |

| 7 de abril | Barras   | 1 – 0 | Corisabbá | Estádio Municipal Juca Fortes, Barras |  |
| 17:00      | Fred 89' |       |           | Árbitro: PI Rogério de Oliveira Braga |  |

| 7 de abril | Piauí       | 1 – 0 | Parnahyba | Estádio Lindolfo Monteiro, Teresina           |  |
| 17:00      | Fabiano 26' |       |           | Público: 203 Árbitro: PI Antônio Santos Nunes |  |

##### Décima-Terceira rodada
| 13 de abril | Corisabbá                          | 2 – 1 | 4 de Julho | Tibério Nunes, Floriano (Piauí)                  |  |
| 16:00       | Cleiton Mendes 51' · Cafezinho 63' |       | Joniel 19' | Público: 817 Árbitro: PI Leonardo Marques Fortes |  |

| 13 de abril | Flamengo-PI | 1 – 1 | Barras                          | Estádio Lindolfo Monteiro, Teresina                           |  |
| 20:00       |             |       | Helder 4' · Batuta (contra) 87' | Público: 346 Árbitro: PI Antônio José Lopes Trindade de Sousa |  |

| 14 de abril | Picos | 0 – 0 | Parnahyba | Helvídio Nunes, Picos                        |  |
| 16:00       |       |       |           | Árbitro: PI Francisco Pereira de Lima Júnior |  |

| 14 de abril | Piauí                      | 2 – 1 | River-PI     | Estádio Lindolfo Monteiro, Teresina                        |  |
| 17:00       | Darley 32' · Fabiano 90+1' |       | Rhuann 90+3' | Público: 894 Árbitro: PI Júlio Cesar de Oliveira Gonçalves |  |

##### Décima-Quarta rodada
| 24 de abril | Parnahyba                                        | 4 – 1 | River-PI  | Estádio Mão Santa, Parnaíba         |  |
| 17:00       | Totonho 22' · Zé Rodrigues 37' 60' · Luciano 82' |       | Rhuann 2' | Árbitro: PI Leonardo Marques Fortes |  |

| 24 de abril | Barras  | 1 – 4 | 4 de Julho                                | Estádio Municipal Juca Fortes, Barras |  |
| 17:00       | Non 28' |       | Renan 23' · Joniel 40' 48' · Pretinho 75' | Árbitro: PI Afonso Amorim de Sousa    |  |

| 24 de abril | Corisabbá     | 1 – 1 | Flamengo-PI   | Tibério Nunes, Floriano (Piauí)                  |  |
| 17:00       | Cafezinho 70' |       | Edison Di 23' | Árbitro: PI Antonio José Lopes Trindade de Sousa |  |

| 24 de abril | Piauí                                     | 3 – 3 | Picos                                 | Estádio Lindolfo Monteiro, Teresina     |  |
| 17:00       | Boiadeiro 21' · Maninho 56' · Fabiano 59' |       | Raphael Freitas 10' · Tadeu 26' 45+1' | Árbitro: PI Antonio Dib Moraes de Sousa |  |

| Taça Cidade de Teresina de 2013 |
| ------------------------------- |
|                                 |
| River-PI Campeão                |

### Desempenho por rodada
Clubes que lideraram ao final de cada rodada:
| Rodadas | Rodadas | Rodadas | Rodadas | Rodadas | Rodadas | Rodadas | Rodadas | Rodadas | Rodadas | Rodadas | Rodadas | Rodadas | Rodadas |
| ------- | ------- | ------- | ------- | ------- | ------- | ------- | ------- | ------- | ------- | ------- | ------- | ------- | ------- |
| 1       | 2       | 3       | 4       | 5       | 6       | 7       | 8       | 9       | 10      | 11      | 12      | 13      | 14      |
| FLA     | RIV     | RIV     | FLA     | RIV     | PAR     | RIV     | RIV     | RIV     | RIV     | RIV     | RIV     | RIV     | RIV     |

Clubes que ficaram na última posição ao final de cada rodada:
| Rodadas | Rodadas | Rodadas | Rodadas | Rodadas | Rodadas | Rodadas | Rodadas | Rodadas | Rodadas | Rodadas | Rodadas | Rodadas | Rodadas |
| ------- | ------- | ------- | ------- | ------- | ------- | ------- | ------- | ------- | ------- | ------- | ------- | ------- | ------- |
| 1       | 2       | 3       | 4       | 5       | 6       | 7       | 8       | 9       | 10      | 11      | 12      | 13      | 14      |
| PIC     | JUL     | JUL     | JUL     | CSB     | JUL     | JUL     | PIC     | PIC     | BAR     | PIA     | PIC     | PIC     | PIC     |

## Fase final
|  | Semifinais       | Semifinais     | Semifinais | Semifinais |   |               | Final | Final | Final | Final |
|  |                  |                |            |            |   |               |       |       |       |       |
|  | River-PI (1º)    | 2              | 1 (0)      | 3          |   |               |       |       |       |       |
|  | Piauí (4º)       | 1              | 2 (0)      | 3          |   |               |       |       |       |       |
|  | Piauí (4º)       | 1              | 2 (0)      | 3          |   | River-PI (1º) | 0     | 2     | 2     |       |
|  |                  |                |            |            |   | River-PI (1º) | 0     | 2     | 2     |       |
|  |                  | Parnahyba (2º) | 1          | 2          | 3 |               |       |       |       |       |
|  | Parnahyba (2º)   | Parnahyba (2º) | 1          | 2          | 3 | 0             | 3 (1) | 4     |       |       |
|  | Parnahyba (2º)   |                |            |            |   | 0             | 3 (1) | 4     |       |       |
|  | Flamengo-PI (3º) | 2              | 1 (0)      | 3          |   |               |       |       |       |       |

### Semifinais
Jogos de ida
| 28 de abril | Flamengo-PI            | 2 – 0 | Parnahyba | Estádio Lindolfo Monteiro, Teresina          |
| 17:00       | Neilson 11' · Niel 24' |       |           | Árbitro: PI Francisco Pereira de Lima Júnior |

| 29 de abril | Piauí       | 1 – 2 | River-PI                 | Estádio Lindolfo Monteiro, Teresina |
| 20:00       | Fabiano 86' |       | Kamar 27' · Maranhão 59' | Árbitro: PI Afonso Amorim de Sousa  |

Jogos de volta
| 5 de maio | River-PI  | 1 – 2 0 pro 0 | Piauí             | Estádio Lindolfo Monteiro, Teresina             |
| 17:00     | Kamar 57' |               | Fabiano 85' 90+2' | Público: 1 568 Árbitro: PI Antonio Santos Nunes |

- Com o empate de 3 pontos entre River-PI e Piauí após os 2 jogos, houve uma prorrogação com vantagem do empate para o River-PI.
- Com o empate sem gols na prorrogação, o River-PI passa para a final do campeonato.

| 5 de maio | Parnahyba                                     | 3 – 1 1 pro 0 | Flamengo-PI    | Estádio Mão Santa, Parnaíba             |
| 16:00     | Capela 3' 102' · Ramon 40' · Zé Rodrigues 87' |               | Alessandro 84' | Árbitro: PI Antonio Dib Moraes de Sousa |

- Com o empate de 3 pontos entre Parnahyba e Flamengo-PI após os 2 jogos, houve uma prorrogação com vantagem do empate para o Parnahyba.
- Com a vitória na prorrogação, o Parnahyba passa para a final do campeonato.

### Final
Jogo de ida
| 12 de maio | Parnahyba   | 1 – 0 | River-PI | Estádio Mão Santa, Parnaíba                  |
| 16:00      | Luciano 35' |       |          | Árbitro: PI Francisco Pereira de Lima Júnior |

Jogo de volta
| 19 de maio | River-PI                 | 2 – 2 | Parnahyba                       | Estádio Lindolfo Monteiro, Teresina                    |
| 17:00      | Kamar 10' · Jeferson 39' |       | Gilmar Baiano 53' · Fabinho 87' | Público: 4 882 Árbitro: PI Antonio Dib Moraes de Sousa |

## Premiação
| Campeonato Piauiense de 2013      |
| --------------------------------- |
| PARNAHYBA Bicampeão (13.º título) |

## Artilharia
- 10 gols - Raphael Freitas (Picos).
- 8 gols - Pretinho (4 de Julho) e Fabiano (Piauí).
- 7 gols - Cafezinho (Corisabbá), Zé Rodrigues (Parnahyba) e Anderson Kamar (River).
- 6 gols - Edson Di (Flamengo).
- 5 gols - Augusto (Flamengo).
- 4 gols - Joniel (4 de Julho) e Tadeu (Picos).
- 3 gols - Anderson Baiano, Felipe (Barras), Laércio (Flamengo), Fabinho, Capela, Luciano (Parnahyba), Maninho, Boiadeiro (Piauí) e Maranhão (River).
- 2 gols - Juninho Maranhense (4 de Julho), Luiz Henrique, Paulo Roberto, Dylson, Non (Barras), Jackson, Ranielson, Cleiton Mendes (Corisabbá), Rafinha, Niel (Flamengo), Marcos Gasolina, Ivan, Gilmar Bahia (Parnahyba), Thiago Campelo, Victor, Darley (Piauí), Jarbas (Picos), Isael William, Tote, Thiago Marabá e Rhuann (River).
- 1 gol - Renan Carioca, Flávio Barros, Marlon, Wilsinho, Renan (4 de Julho), Wenderson, Fred, Helder, Wander (Barras), Diego, Cacá, Klayton Maranhão, Pelezinho, Anderson, Vanin (Corisabbá), Neílson, Alessandro (Flamengo), Everton Felipe, Idelvando, Eridon, Daniel, Totonho (Parnahyba), Diego, Girlan (Piauí), Rodolfo, Renato Frota, Jefferson Pipoca, Bibi, Jairo, Boni, Marcinho (Picos), Jardel, Pantico, Bruno Carvalho, Zé Rodolpho, Célio e Jeferson (River).

### Gols Contra
- 1 gol - Batuta (Barras, em favor do Flamengo), Jackson (Corisabbá, em favor do River), Rafael Araújo (Flamengo, em favor do 4 de Julho), Laércio (Flamengo, em favor do 4 de Julho), Binha (Piauí, em favor do Flamengo), Carlos Eduardo (Piauí, em favor do Corisabbá), Thiago Campelo (Piauí, em favor do 4 de Julho) e Jó (River, em favor do Parnahyba).

## Classificação Final
| Fase de Classificação | Fase de Classificação | Fase de Classificação | Fase de Classificação | Fase de Classificação | Fase de Classificação | Fase de Classificação | Fase de Classificação | Fase de Classificação | Fase de Classificação |
| Pos.                  | Time                  | Pts                   | J                     | V                     | E                     | D                     | GP                    | GS                    | SG                    |
| --------------------- | --------------------- | --------------------- | --------------------- | --------------------- | --------------------- | --------------------- | --------------------- | --------------------- | --------------------- |
| 1                     | Parnahyba             | 29                    | 18                    | 8                     | 5                     | 5                     | 29                    | 24                    | +5                    |
| 2                     | River-PI              | 31                    | 18                    | 9                     | 4                     | 5                     | 25                    | 21                    | +4                    |
| 3                     | Flamengo-PI           | 25                    | 16                    | 6                     | 7                     | 3                     | 22                    | 17                    | +5                    |
| 4                     | Piauí                 | 21                    | 16                    | 5                     | 6                     | 5                     | 22                    | 28                    | -6                    |
| 5                     | 4 de Julho            | 17                    | 14                    | 5                     | 2                     | 7                     | 22                    | 20                    | +2                    |
| 6                     | Corisabbá             | 16                    | 14                    | 4                     | 4                     | 6                     | 20                    | 21                    | -1                    |
| 7                     | Picos                 | 13                    | 14                    | 3                     | 4                     | 7                     | 23                    | 24                    | -1                    |
| 8                     | Barras[a]             | 10                    | 14                    | 4                     | 4                     | 6                     | 18                    | 26                    | -8                    |

- a ^  O Barras foi punido pelo Supremo Tribunal de Justiça Desportiva TJD-PI com a perda de seis pontos pela escalação irregular do jogador Anderson Baiano.
- Melhor ataque: Parnahyba - 29 gols
- Melhor defesa: Flamengo-PI - 17 gols